# Eumops floridanus
Eumops floridanus is een vleermuis uit het geslacht Eumops die voorkomt in het zuiden van Florida (Verenigde Staten). Deze vleermuis heeft een van de kleinste verspreidingen van alle zoogdieren in de Verenigde Staten en wordt, mede daardoor, sterk bedreigd. Deze soort werd oorspronkelijk op basis van een Pleistocene fossiele onderkaak beschreven als de enige soort van een nieuw geslacht, Molossides, maar later als een Eumops herkend en als ondersoort in E. glaucinus geplaatst. Uiteindelijk werd E. floridanus echter weer als een aparte soort erkend, grotendeels wegens morfometrische verschillen.
E. floridanus is een grote bulvleermuis: veel van de maten overlappen zelfs niet met E. glaucinus. De kleur van de korte vacht is zoals bij veel bulvleermuizen zeer variabel, van zwart tot bruingrijs of bruin. De onderkant is wat lichter. De totale lengte bedraagt 130 tot 165 mm, de staartlengte 46 tot 57 mm, de voorarmlengte 60,8 tot 66,0 mm, de achtervoetlengte 11 tot 15 mm, de oorlengte 20 tot 30 mm, het gewicht 33,8 tot 46,5 g en de schedellengte 25,2 tot 27,2 mm. Waarschijnlijk heeft dit dier twee verschillende paartijden: in de zomer en in januari-februari en gebruikt het gebouwen, boomholtes en mogelijk rotsspleten en grotten om in te slapen.